# Михайло Західний
Михайло Західний (пол. Mychajło Zachidnyj; 9 квітня 1885, Золота Слобода — 16 жовтня 1937, Бережани) — український громадський та політичний діяч, правник, депутат Сейму 2-го скликання Польської Республіки (1918—1939).
Навчався у Бережанській гімназії, де очолював молодіжний гурток товариства «Молода Україна». У 1914 році здобув ступінь доктора права у Львівському університеті. Адвокатську практику вів у Золочеві та Сокалі (1909—1914), згодом — у Бережанах (1917—1919, 1924—1937) і Козовій (1921—1924).
Був одним із ініціаторів встановлення української влади у Бережанах у листопаді 1918 року. У період ЗУНР — заступник міського комісара, редактор газети «Бережанський вісник», служив хорунжим у лавах УГА.
Активно долучався до громадського життя — очолював місцеву «Просвіту», входив до складу управ товариств «Відродження», «Луг», «Рідна школа», «Сільський господар».
У 1928—1930 роках був співзасновником і провідним діячем радянофільської партії «Праця» (у 1928 відвідав УСРР). У 1927 р. став заступником голови Української партії прації, був обраний до сейму від її представництва. Критикував політику польської влади на західноукраїнських землях, через що неодноразово зазнавав переслідувань та арештів.
Публікував статті у провідних українських виданнях — «Діло», «Праця», «Рада». Автор споминів «Як Франко послав мене до гімназії» («Діло». 1926. 2 черв.). Підтримував дружні стосунки з І. Блажкевич, В. Будзиновським, В. Стефаником та іншими діячами.